# Daniela Romo
Daniela Romo (ur. 1959) – meksykańska piosenkarka i aktorka.

## Wybrana filmografia

### Telenowele
- 2001-2002: Wiosenna namiętność jako Margarita Insunza de Ramírez
- 2002: Ścieżki miłości jako Lety, żona Sebastiana
- 2005-2006: Alborada jako Juana Arellano Vda. de Manrique
- 2009: Zaklęta miłość jako Victoria Viuda de Lombardo
- 2010-2011: Triumf miłości jako Bernarda Montejo de Iturbide
- 2012-2013: Qué bonito amor
- 2013: Burza jako Mercedes Artigas

## Nagrody
- Nagroda TVyNovelas najlepszy czarny charakter wśród aktorek:
  - Alborada (2006)
  - Triumf miłości (2012)